# Třebívlice
Třebívlice är en ort i Tjeckien.   Den ligger i regionen Ústí nad Labem, i den nordvästra delen av landet, 60 km nordväst om huvudstaden Prag. Třebívlice ligger 275 meter över havet och antalet invånare är 775.
Terrängen runt Třebívlice är platt åt sydost, men åt nordväst är den kuperad.Runt Třebívlice är det ganska glesbefolkat, med 32 invånare per kvadratkilometer. Närmaste större samhälle är Most, 19,2 km väster om Třebívlice. Trakten runt Třebívlice består till största delen av jordbruksmark.